# 도이현
도이현 (본명 : 채진석 1995년 12월 26일 ~ )는 대한민국의 가수 겸 배우로 5인조 보이 그룹 마이네임의 서브보컬을 맡았었다. 

## 학력
- 서울공연예술고등학교
- 충북보건과학대학교 공연예술과

## 출연 작품

### 연극
| 연도   | 제목          | 역할 | 비고 |
| ------ | ------------- | ---- | ---- |
| 2019년 | 어나더 컨트리 | 워튼 |      |
| 2020년 | 지구를 지켜라 | 만식 |      |